# 大屋晋三
大屋 晋三（大屋 晉三、おおや しんぞう、1894年（明治27年）7月5日 - 1980年（昭和55年）3月9日）は、日本の政治家、実業家。参議院議員、帝人社長、日本・ベルギー協会会長（初代）。
大屋政子の夫。

## 概要
1918年（大正7年）、東京高等商業学校（現在の一橋大学）卒業。1918年（大正7年）鈴木商店に入社、1925年（大正14年）、帝国人造絹絲（現在の帝人）に派遣され、1945年（昭和20年）11月には社長に就任した。以来、参議院議員だった昭和22年（1947年）からの9年間を除き1980年（昭和55年）の死去までの通算26年以上社長を務め、帝人を世界的な合繊メーカーに育て上げるとともに、繊維業界のリーダーとして活動した。1965年（昭和40年）春の叙勲で勲二等旭日重光章受章。1971年（昭和46年）秋の叙勲で勲一等瑞宝章受章。死没日をもって勲一等旭日大綬章追贈、正三位に叙される。議員在職中は、商工、大蔵、運輸の各大臣を歴任した。社長については「死ぬまでやめない」が口ぐせだった。

## 来歴・人物

### 生い立ち
群馬県邑楽郡佐貫村大字川俣に生まれた。父・央（なかば）は35歳、佐貫村尋常小学校の校長をしていた。母はツネ24歳、埼玉県粕壁の本陣杉田家の娘である。家は、代々川越の松平藩士で、祖父は大屋門平といって柔術を指南していた。大屋が生まれた佐貫村大字川俣は館林から利根川の岸に沿う街道筋で、明治のはじめまでは宿場として本陣もあった。ここでは小学校の教員や巡査が知識階級だった。

### 学生時代
小学校には数えの八ツで入った。尋常小学校の二年になった時に大輪と川俣との中間の須賀に本格的な小学校が新築されてここに移った。
高等小学校の二年になる時に父が永楽村（現在の千代田町）の尋常小学校長に転任し、居を永楽村大字舞木に移した。
1907年（明治40年）、大屋は高小2年を終えた。しかし家庭の事情により父のところから中学校に通うことはできなかった。従兄に当たる高山守衛が、前橋で歯科医師として成功しており、大屋はそこに書生として住みこんで、前橋中学校に通うことになった。
父の世話で1912年（明治45年）4月1日から長柄村尋常高等小学校の代用教員となった。
1918年（大正7年）、東京高等商業学校（現・一橋大学）を卒業。

### 経営者として
「テトロン」を導入し、経営危機に陥っていた帝人を瀬戸際で救ったカリスマ経営者として高い評価を受けている。

### ワンマン経営の顛末
しかし、末期には行き過ぎた多角化が裏目に出たことと、高齢からくる経営能力の低下に加え妻の政子が経営に介入するなど、その弊害が目立つようになった。社長在任中の1980年に死去。妻と共に大阪市内のお寺「法得寺」に眠る。なお、帝人においてはその後、2000年代前半まで大屋時代の無謀な多角化の事業整理とリストラに追われ（さらにその結果、リスクを避ける消極的な社風の蔓延という副作用も生んだ）、その後始末に目処が付いたのは大屋から数えると5人目の社長となる安居祥策の時代になってからである。

## 家族・親族

### 大屋家
（群馬県邑楽郡佐貫村（現在の明和町）・永楽村（現在の千代田町）・高島村（現在の邑楽町）・前橋市、大阪府大阪市阿倍野区、東京都）
- 祖父・門平[5]

家は代々、川越の松平藩士で、門平は柔術を指南していた。
- 父・央[5]（教育者）

父は兄姉十人の末っ子だった。五つくらいの時に松平藩が川越から前橋に国替えになったが、その時父は小さな大小を差して、仲間の肩に乗って利根川を渡った。正規の学歴は持っていなかった。しかし漢学に対する素養だけは相当にあった。後半生を片田舎の平凡な小学校教員として終ったが、明治十年代の初めには西園寺公の一党として、自由民権の運動に時代の先端を切ったこともあった。大屋によれば「父は物に屈託しないのんきな性格の男で、酒好きでおしゃれ、虚栄心が強く、安月給にもかかわらず気ぐらいは高かった」という。
- 母・ツネ（埼玉県粕壁の本陣杉田家の娘[6]）

母の父定八は本来は邑楽郡佐貫村大字大輪の早川家の当主で、妻との間に一人の女の子があった。それが御維新のころに、何かのことで国元に妻子を残して出奔し、粕壁の杉田屋の婿に入り込み、母とその姉をもうけた。その後また他に女をつくって、それに杉田屋の当主又八郎を生ませた。この祖父は非常な豪傑だった。品川の台場の築堤の時には、3000人の人夫を率いてその総元締をしていた。豪放らいらく、親分はだで、企業家的精神に富む野心家だった。母もその血を受けてか伝法なところがあった。
- 兄姉3人があったが、いずれも生まれて間もなく死んだ[5]。
- 妻

茂登子（群馬県、大屋欽事の長女）
晋三の最初の妻で、従姉に当たる。1913年（大正2年）12月はじめ、東京市役所の建築技師をしていた茂登子の夫が2児を残して急死した。心配した兄の千代象や亡夫の兄夫婦が退職手当などを元手に芝白金三光町に小さな菓子屋を出させ、晋三が用心棒がてらそこに同居して仕事の手伝いをすることになった。店は最初はよくはやって一家の生活費をまかなって余りがあり、晋三も公証人役場に通いながら相変らず猛勉強を続けていたが、商業学校の受験が迫るころ、どちらからともなく関係がついてしまったという。
政子（大阪府平民、弁護士・政治家森田政義の娘）
- 長男、長女、次男、次女、三女、四女、五女[15]